# Elmer Drew Merrill

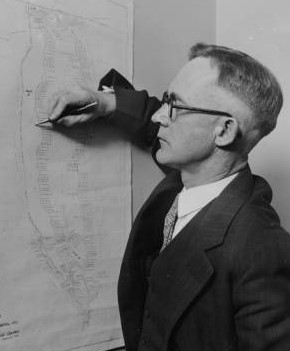
Elmer Drew Merrill

Elmer Drew Merrill (* 15. Oktober 1876 in Auburn (Maine); † 25. Februar 1956 in Forest Hills, Jamaica Plain, Massachusetts) war ein US-amerikanischer Botaniker und langjähriger Direktor des Arnold-Arboretums. Sein offizielles botanisches Autorenkürzel lautet „Merr.“

## Leben und Wirken
1898 erhielt Merrill seinen Bachelor of Science von der University of Maine. 1899 bis 1902 war er Assistent beim U. S. Department of Agriculture (USDA). Von 1900 bis 1901 studierte er Medizin an der George Washington University. 1904 schloss er an der University of Maine mit dem Master ab.
Merrill war von 1902 bis 1923 Botaniker beim U. S. Department of Agriculture (USDA) und anderen Regierungs- und Lehranstalten auf den Philippinen. 1912 veröffentlichte er sein Werk A Flora of Manila. 1922 bis 1926 folgte sein vierbändiges Werk An Enumeration of Philippine Flowering Plants.
1921 wurde Merrill in die American Academy of Arts and Sciences gewählt, 1923 in die National Academy of Sciences und 1932 in die American Philosophical Society. Seit 1945 war er korrespondierendes Mitglied der Académie des sciences in Paris. 1946 wurde er Ehrenmitglied (Honorary Fellow) der Royal Society of Edinburgh. In die Königlich Niederländische Akademie der Wissenschaften wurde er 1953 als auswärtiges Mitglied aufgenommen.
1923 bis 1929 war bei der University of California im kalifornischen Berkeley beschäftigt. 1925 verlieh ihm die University of Maine die Ehrendoktorwürde.
1930 bis 1935 war er Professor der Botanik an der Columbia University und Direktor des New York Botanical Garden. 1931 begründete er die Zeitschrift Britonnia, für die er bis 1935 auch Herausgeber war.
1934 wurde er Präsident der Botanical Society of America. Im folgenden Jahr 1935 ging er als Professor der Botanik an die Harvard University. Von 1935 bis 1946 war er Direktor des an die Harvard University angeschlossenen Arnold-Arboretums.
1936 und 1950 war er Präsident der Sektion für Nomenklatur beim International Botanical Congress, 1946 war er Präsident der American Society of Plant Taxonomists.
1938 veröffentlichte er zusammen mit E. H. Walker die Bibliography of Eastern Asiatic Botany. Sein Werk Plant Life of the Pacific World veröffentlichte er 1945. 1954 veröffentlichte er sein Werk The Botany of Cook's Voyages and Its Unexpected Significance in Relation to Anthropology, Biogeography, and History in der Chronica Botanica.
Am 25. Februar 1956 verstarb Merrill in Forest Hills, Massachusetts.

## Nach Merrill benannte Taxa
Ihm zu Ehren wurden die Pflanzengattungen
- Elmerrillia Dandy aus der Familie der Magnoliengewächse (Magnoliaceae)
- Merrillanthus Chun & Tsiang aus der Familie der Seidenpflanzengewächse (Asclepiadaceae)
- Merrillia Sweingle aus der Familie der Rautengewächse (Rutaceae)
- Merrilliodendron Kanehira aus der Familie der Icacinaceae
- Merrilliopanax H.L.Li aus der Familie der Araliengewächse (Araliaceae)

benannt.
Auch die Weihnachtspalme (Adonidia merrillii (Becc.) Becc.) ist nach ihm benannt.